# Michel Petrucciani
Michel Petrucciani (28. prosince 1962 Orange, Francie – 6. ledna 1999 New York, USA) byl francouzský jazzový klavírista. Pocházel z hudební rodiny, kde jeho bratr a otec hráli na kytaru a bratr na kontrabas. Narodil se s genetickou vadou Osteogenesis imperfecta, která způsobuje křehkost kostí a malý vzrůst. Nemoc rovněž způsobuje různé plicní problémy, které mu také několik dní po šestatřicátých narozeninách způsobily smrt. Pohřben je na pařížském hřbitově Père-Lachaise. Během své kariéry vydal řadu alb a spolupracoval s hudebníky, mezi něž patří Wayne Shorter, Miroslav Vitouš nebo Jim Hall.